# Рожен (Благоевградская область)
Рожен (болг. Рожен) — село в Благоевградской области Болгарии. Входит в состав общины Сандански. Находится примерно в 14 км к востоку от центра города Сандански и примерно в 61 км к юго-востоку от центра города Благоевград. По данным переписи населения 2011 года, в селе проживало 19 человек, преобладающая национальность — болгары.
Деревня расположена на западных склонах Южного Пирина на высоте 600 метров, на краю села протекает Роженски дол, который впадает в реку Пиринска-Бистрица.
Экологические условия благоприятны для выращивания технических культур и овцеводства.
Жилищный фонд полностью старый с архитектурным ансамблем вокруг площади. Дома в Родопском стиле с влиянием Мелниковского стиля (из города Мелник). Одиннадцать из них являются памятниками культуры. Идет активное строительство отелей и таверн (механ) в духе архитектурной традиции.
Активно развиваются культурный и сельский туризм. Есть свободный жилищный фонд с возможностью инвестиций в сфере туризма.
Развитию туризма способствует близость Роженского монастыря, расположенного к юго-западу недалеко от деревни (средневековая крепость).

## Население
| Год     | 1934 | 1946 | 1956 | 1965 | 1975 | 1985 | 1992 | 2001 | 2011 |
| ------- | ---- | ---- | ---- | ---- | ---- | ---- | ---- | ---- | ---- |
| Жителей | 290  | 352  | 372  | 148  | 76   | 56   | 48   | 29   | 19   |

|  |